# NGC 6938
NGC 6938 је група звезда у сазвежђу Лисица која се налази на NGC листи објеката дубоког неба.
Деклинација објекта је + 22° 13' 2" а ректасцензија 20h 34m 42,0s. Привидна величина (магнитуда) објекта NGC 6938 износи 12,8. NGC 6938 је још познат и под ознакама OCL?.